# Середня кривина
У диференціальній геометрії середня кривина поверхні в точці — це середнє арифметичне всіх головних кривин у цій точці.
Середня кривина належить до зовнішньої геометрії поверхні: якщо змінити напрямок нормалі поверхні, то її середня кривина змінить знак на протилежний.

## Обчислення
Нехай B та D — матриці першої та другої квадратичних форм поверхні в точці P відповідно, тобто
Тоді середня кривина H в точці P дорівнює половині сліду матриці {\displaystyle D^{-1}B,} а саме
{\displaystyle H={\frac {EN-2MF+GL}{2(EG-F^{2})}}.}
Якщо поверхня задана явно рівнянням {\displaystyle z=f(x,y),} то
{\displaystyle H={\frac {(1+f_{y}^{2})f_{xx}-2f_{x}f_{y}f_{xy}+(1+f_{x}^{2})f_{yy}}{2\left(1+f_{x}^{2}+f_{y}^{2}\right)^{\frac {3}{2}}}}}.

## Мінімальна поверхня
Поверхня, яка має нульову середню кривину в кожній своїй точці, називається мінімальною.
Якщо поверхня має найменшу площу серед усіх поверхонь, натягнутих на один і той самий контур, то вона є мінімальною.

## Середня кривина межі двох фізичних середовищ
Нехай поверхня X є межею двох середовищ і знаходиться у рівновазі. Нехай p1, p2 — тиски, які створюють на поверхню X перше та друге середовища відповідно, {\displaystyle \lambda } — поверхневий натяг X. Тоді дана поверхня матиме наступну сталу середню кривину:
{\displaystyle H={\frac {1}{\lambda }}(p_{2}-p_{1}).}